# Zierliche Salzmaus
Die Zierliche Salzmaus (Salinomys delicatus) ist eine in Argentinien lebende Nagetierart aus der Gruppe der Neuweltmäuse. Sie wurde erst 1995 wissenschaftlich beschrieben.
Diese Tiere sind springmausähnliche Tiere mit auffallend langen Hinterbeinen und großen Ohren. Sie erreichen eine Kopfrumpflänge von 6 bis 8 Zentimetern, der Schwanz wird 9 bis 12 Zentimeter lang. Das Gewicht beträgt 9 bis 15 Gramm. Das lange Fell ist an der Oberseite olivgrau und an der Unterseite weißlich gefärbt. Der Schwanz ist länger als der Körper und endet in einer Quaste.
Diese Nagetiere sind nur von vier Stellen im westlichen Argentinien (Provinzen San Juan und San Luis) bekannt. Ihr Lebensraum sind Buschländer am Rand von Salzwüsten. Ansonsten ist über ihre Lebensweise wenig bekannt.
Ihre nächsten Verwandten dürften die Chaco-Mäuse (Andalgalomys) und die Tiere der Gattung Graomys sein.